# Eduard Alcoy i Lázaro
Eduard Alcoy i Lázaro (Barcelona, 5 de febrer del 1930 - Mataró, 18 de juny del 1987) va ser un pintor català.
| «                                                                                         | Els punts de partida, les fonts d'inspiració de la pintura d'Alcoy són visibles i, penso jo, envejables. Tanmateix els resultats aconseguits revelen ben distintament una personalitat original plena, rica d'humanitat i d'ofici, d'una imaginació i de bon gust, de sensibilitat, d'intenció i, si cal, d'ironia. Voleu un bagatge més complet per a un pintor d'ara i de tots els temps?... I la seva obra arriba precisament al seu zenit avui que la marea d'una pintura mecànica, fotogràfica, publicitaria sense objecte i, al capdavall, erta que envaïa les nostres sales, es comença a perdre pels corredors de la gratuïtat i la insignificança. Per això, avui, l'obra ja tan madura d'Alcoy, podria ser, a més a més, una bandera... | » |
| — Joan Oliver (Pere Quart), catàleg de l'exposició Alcoy a la Sala Gaudí, Barcelona, 1974 | |   |

## Biografia
Nasqué a Barcelona el 5 de febrer de 1930. Assistí a les escoles franceses per freqüentar després l'Escola Ferrer i Guàrdia i estudiar, a partir del 1939, al col·legi Ramon Llull. El 1943 començà ja a treballar i a partir de l'any següent i amb interrupcions cursà estudis de dibuix i gravat a l'Escola d'Arts i Oficis Artístics de Barcelona (Llotja).
El 1950 va fer la primera exposició col·lectiva a la Sala Pino de Barcelona, en una etapa en què formà part del grup Inter-Nos. El 1955, la primera exposició individual el portà al Museu Municipal de Mataró, i abans d'acabar l'any ja s'havia produït la seva entrada en la no figuració i es convertia en membre fundador del Grup SíLEX. En aquests temps (1956-57) inicià una nova etapa de treball a l'agència publicitària ZEN, a Barcelona. El 1957 rebé la Medalla Miguel Lerin de la Cámara Barcelonesa de Arte (Premios Juan Gris) i va fundar, juntament amb Hernández Pijuán, Rovira-Brull i Carles Planell, el Grup Sílex. El 1958 es va casar a Barcelona amb Miracle Pedrós i Vives. Del matrimoni van néixer cinc fills. El 1959, juntament amb Subirachs, va crear l'Escola de Barcelona. Va realitzar exposicions per tot el món amb els informalistes espanyols. Entre el 1930 i el 1966 visqué a Barcelona. El 1963 tancà la seva etapa no figurativa amb l'abandonament definitiu de l'informalisme que portà aparellat un evident silenci expositiu entre el 1963 i el 1965, que acabà trencant amb una exposició individual a Mataró el febrer del 1966. Ja feia alguns mesos que treballava a Mataró a les gràfiques Tria, feina que mantingué fins al 1970.
El seu trasllat a la ciutat de Mataró es produí el juny del 1966. Fins al juliol del 1974 tenia casa i estudi al carrer de la Riera, mentre que a partir del 1974 la seva residència i lloc de treball s'ubicaren ja definitivament al carrer de Barcelona núm. 34. Amic de Vázquez Montalbán, el 1970 Eduard Alcoy abandonà les feines publicitàries i el disseny gràfic per dedicar-se exclusivament a la pintura. Era l'època dels primers contactes amb marxants i galeristes italians, de les seves anades a Torí i de l'ampliació del seu camp artístic (noves gràfiques, primeres joies i escultures, pirografies, etc.). El 1971 exposà a la Sala Davico de Torí i el 1972 a la Sala Gaudí de Barcelona. El 1974 rebé el Primer Premi ciutat de Balaguer per l'obra "Procés a la bruixa" Arxivat 2015-07-04 a Wayback Machine.. El 1976 elaborà una exposició retrospectiva (1973-1976) a Sala Gaudí de Barcelona, que avui posseeix la major part de la seva obra, i el 1980 una àmplia antològica a Mataró, que recull obra seva des del 1947. El 18 de juny de 1987 morí prematurament a Mataró, víctima d'una greu malaltia.

## Premis[6]
- I Medalla Miguel Lerin de la Cimara Barcelonesa de Arte (Premis Juan Gris 1957)
- IV Saló de Jazz de Barcelona. (Primer premi d'aquarel·la. 1957).
- Medalla als expositors espanyols a la III Biennal d'Alexandria.
- Primer Premi de Pintura de Granollers (1959).
- Premi Ciutat de Balaguer (1974).
- Premi Artesport 70, Bilbao.
- Premi "Paisajes Cardíacos", concurs organitzat per Bayer, AG (Alemanya).